# 国際学科
国際学科（こくさいがっか、英称：Department of International Studies）は、国際学に関する分野を教育研究する、大学及び専修学校の学科のひとつ。また、高等学校においても同一学科名称を設置しているところが見受けられる。

## 国際学科を置く大学・学部
- 広島市立大学 国際学部（1994年度～）
- 敬愛大学 国際学部（1997年度～ 旧国際協力学科から）
- 拓殖大学 国際学部（2000年度～ 旧国際開発学部から）
- 共立女子大学 国際学部（1990年度～ 旧国際文化学部国際文化学科から）
- 明治学院大学 国際学部（1986年度～）
- 昭和女子大学 人間文化学部（2009年度～）
- 東海大学 教養学部（1972年度～）
- 鈴鹿大学 国際人間科学部（1994年度～ 旧国際学部国際関係学科から）
- 大阪学院大学 国際学部（1990年度～）
- 関西学院大学 国際学部（2010年度～）
- 名古屋商科大学 国際学部（2012年度〜）
- ノースアジア大学 総合政策学部（2024年度〜）

## 国際学科と類似する学科名称
- 神戸市外国語大学 外国語学部 国際関係学科
- 城西国際大学 国際人文学部 国際交流学科
- 津田塾大学 学芸学部 国際関係学科
- 龍谷大学 文学部 国際文化学科
- 関西外国語大学 英語国際学部 英語国際学科